# 艾吞人
艾吞人，是阿薩姆邦六個泰族土著部落之一。他們信仰上座部佛教，阿薩姆人常用Shyams稱呼他們（即泰國人）。
他們的語言屬侗台語系，他們在16-17世纪越過帕凱山來到印度東北部，主要居住於梅加拉亚邦與上阿薩姆邦。
人口不詳但應少於8000人，他們的語言幾乎已經滅絕，只有大約1500人仍在使用它。他們是名單上的表列部落但未被阿薩姆邦確認。